# Хоккей на траве на летних Олимпийских играх 2012
Соревнования по хоккею на траве на летних Олимпийских играх 2012 проходили с 29 июля по 11 августа. Были разыграны два комплекта наград среди мужчин и женщин.
Мужская сборная Германии и женская сборная Нидерландов повторили свой успех 2008 года, вновь выиграв олимпийское золото.

## Медали

### Общий зачёт
(Жирным выделено самое большое количество медалей в своей категории; принимающая страна также выделена)
| Общее количество медалей |                |        |         |        |       |
| Место                    | Страна         | Золото | Серебро | Бронза | Всего |
| 1                        | Нидерланды     | 1      | 1       | 0      | 2     |
| 2                        | Германия       | 1      | 0       | 0      | 1     |
| 3                        | Аргентина      | 0      | 1       | 0      | 1     |
| 4                        | Австралия      | 0      | 0       | 1      | 1     |
| 4                        | Великобритания | 0      | 0       | 1      | 1     |

### Медалисты
| Дисциплина | Золото | Серебро | Бронза |
| Мужчины    | Германия · Макс Вайнхольд · Беньямин Вес · Тимо Вес · Маттиас Виттхаус · Оскар Декке · Оливер Корн · Максимилиан Мюллер · Ян-Филипп Рабенте · Тило Стральковски · Кристофер Уэсли · Флориан Фукс · Мориц Фюрсте · Тобиас Хауке · Мартин Хенер · Кристофер Целлер · Филипп Целлер | Нидерланды · Билли Баккер · Марсель Балькештайн · Сандер Барт · Минк ван дер Верден · Роберт ван дер Хорст · Валентин Верга · Клас Вермёлен · Родерик Вёстхоф · Сандер де Вейн · Боб де Вогд · Тён де Нойер · Рогир Хофман · Тим Йеннискенс · Ваутер Йоли · Роберт Кемперман · Яап Стокман · Флорис Эверс | Австралия · Натан Бёрджерс · Мэттью Буттурини · Киран Говерс · Мэтт Годес · Лиам де Янг · Тимоти Дивин · Джейми Дуайер · Фергус Кавана · Джоэл Кэрролл · Марк Ноулз · Эдвард Оккенден · Саймон Орчард · Мэттью Суонн · Гленн Тёрнер · Расселл Форд · Кристофер Чирьелло |
| Женщины    | Нидерланды | Аргентина | Великобритания |

## Спортивные объекты
| Ривербанк Арена     |
| ------------------- |
|                     |
| Вместимость: 15 000 |